# Хеддл, Кэтлин
Кэтлин Джоан Хеддл (англ. Kathleen Joan Heddle; 27 ноября 1965, Трейл, Британская Колумбия — 11 января 2021, Ванкувер, Британская Колумбия) — канадская гребчиха, выступавшая за сборную Канады по академической гребле в конце 1980-х — середине 1990-х годов. Трёхкратная олимпийская чемпионка, трижды чемпионка мира, чемпионка Панамериканских игр, победительница и призёр многих регат национального значения.

## Биография
Кэтлин Хеддл родилась 27 ноября 1965 года в городе Трейл провинции Британская Колумбия, Канада.
Во время учёбы в Университете Британской Колумбии в течение двух лет играла за местную команду по волейболу, но на третьем курсе решила перейти в академическую греблю. Позже проходила подготовку в Бернаби в одноимённом гребном клубе Burnaby Lake Rowing Club.
Первого серьёзного успеха на взрослом международном уровне добилась в сезоне 1987 года, когда вошла в основной состав канадской национальной сборной и выступила на Панамериканских играх в Индианаполисе, где завоевала золотую медаль в зачёте распашных безрульных двоек.
В 1989 году на чемпионате мира в Бледе заняла четвёртое место в безрульных четвёрках. Год спустя на аналогичных соревнованиях в Тасмании вновь была четвёртой в той же дисциплине.
На мировом первенстве 1991 года в Вене победила сразу в двух дисциплинах: в безрульных двойках и в рулевых восьмёрках.
Благодаря череде удачных выступлений удостоилась права защищать честь страны на летних Олимпийских играх 1992 года в Барселоне. Здесь так же стартовала в безрульных двойках и рулевых восьмёрках — в обеих дисциплинах обошла всех своих соперниц, завоевав тем самым две золотые медали.
После барселонской Олимпиады Хеддл осталась в гребной команде Канады на ещё один олимпийский цикл и продолжила принимать участие в крупнейших международных регатах. Так, в 1994 году она побывала на чемпионате мира в Индианаполисе, откуда привезла награду серебряного достоинства, выигранную в программе парных двоек — в решающем заезде пропустила вперёд только экипаж из Новой Зеландии. Кроме того, выступила здесь в восьмёрках, но сумела квалифицироваться лишь в утешительный финал B.
В 1995 году на мировом первенстве в Тампере получила серебро в парных четвёрках и золото в парных двойках, став таким образом трёхкратной чемпионкой мира по академической гребле.
Находясь в числе лидеров канадской национальной сборной, благополучно прошла отбор на Олимпийские игры 1996 года в Атланте — на сей раз завоевала золотую медаль в парных двойках, тогда как в парных четвёрках показала на финише третий результат, пропустив вперёд экипажи из Германии и Украины. Вскоре по окончании этих соревнований приняла решение завершить спортивную карьеру.
За выдающиеся спортивные достижения в 1997 году была награждена Орденом Британской Колумбии, а в 1999 году получила Медаль Томаса Келлера. Член Канадского олимпийского зала славы (1994), Канадского спортивного зала славы (1997), Зала славы спорта Университета Британской Колумбии (2002), Зала славы спорта Британской Колумбии (2003).
Впоследствии проявила себя как спортивный администратор, в 2000—2001 годах возглавляла атлетическую комиссию Международной федерации гребного спорта.
Скончалась 11 января 2021 года в Ванкувере.